# 三江侗族自治县
三江侗族自治县（侗語：Saml Nyal Dongl Zuc Zil Zil Yenh）是中国广西壮族自治区柳州市所辖的一个自治县，地处湘、桂、黔三省（区）交界地。

## 历史
北宋崇宁四年（1105年）于融水县三口寨置怀远军，后置怀远县，治所在今丹洲镇。后几经兴废。明洪武十三年（1380年）复县。1914年因与安徽怀远县重名，更名为三江县。1949年11月间，中国人民解放军第四野战军攻占三江县。1952年12月3日成立县级侗族自治区，1955年9月改为侗族自治县。

## 行政区划
三江侗族自治县下辖6个镇、6个乡、3个民族乡：
古宜镇、斗江镇、丹洲镇、八江镇、林溪镇、独峒镇、同乐苗族乡、梅林乡、富禄苗族乡、洋溪乡、良口乡、老堡乡、高基瑶族乡、和平乡和程村乡。

## 地理
总面积为2454平方公里。地处东经108°53′—109°52′，北纬25°22′— 26°2′，湘、桂、黔三省（区）交界地。县城古宜镇距离柳州市203公里，距桂林市167公里。
境内最高峰为西南部与融水交界处的白云山，海拔1448米。
境内主要河流有融江（老堡乡上游称都柳江）及其支流。

### 气候
属亚热带南岭湿润气候区，山地谷地气候区。

## 交通
- 铁路：焦柳铁路（境内设有三江县站等火车站）、贵广客运专线：三江南站
- 公路： 厦蓉高速、 209国道和 321国道在境内交汇； 三南高速起于此

## 人口
根據第七次人口普查數據，截至2020年11月1日零時，三江侗族自治縣常住人口為321538人。
2010年第六次全国人口普查三江侗族自治县总人口367707人，常住人口297244人。
主要少数民族有侗族、苗族、瑶族等。

## 经济
三江经济以农业为主，工业不发达。近年来大力发展旅游业等第三产业。

### 特产
- 三江茶油：国家地理标志产品。三江是广西茶油的主产区，2001年8月荣获国家林业局授予“中国油茶之乡”称号。
- 三江茶：国家地理标志产品。

## 风景名胜
三江是侗族的主要聚居区，有大量的侗族特色建筑如风雨桥和鼓楼，其中林溪乡的程阳永济桥、独峒乡的岜团桥、八江乡的马胖鼓楼已被列为全国重点文物保护单位。位于良口乡的和里三王宫是一座侗族庙宇，兼具汉、侗两族建筑特色，已被列为广西壮族自治区文物保护单位。
三江老县城在丹洲镇，始建于明代的丹洲古城仍有一些保存较好的古迹，也被列为广西壮族自治区文物保护单位。
- 丹洲古城东门
- 程阳永济桥和侗族少年

## 名人
- 陆永:奥运举重冠军。
- 兰世章：举重运动员。